# Urs von Arx
Urs Werner von Arx (* 7. Februar 1943) ist ein Schweizer christkatholischer Theologe.

## Leben
Nach seinem Studium an der christkatholisch-theologischen Fakultät der Universität Bern war von Arx von 1971 bis 1986 Pfarrer der christkatholischen Kirchgemeinde im Wegenstetter Tal (Wegenstetten, Hellikon, Zuzgen). Er promovierte mit einer Arbeit über den alttestamentlichen Zwölfersymbolismus, übernahm aber 1986 in der Nachfolge von Kurt Stalder einen Lehrstuhl für Neues Testament. Zugleich lehrte er Homiletik und ab 1994 auch Geschichte des Altkatholizismus.
Seit seiner Emeritierung im Sommer 2008 bis 31. August 2009 war von Arx Kommissarischer Geschäftsführer des Departements für Christkatholische Theologie der Universität Bern. Seit dem 1. September ist sein Lehrstuhl – nunmehr mit dem Schwerpunkt Geschichte des Altkatholizismus und Allgemeine Kirchengeschichte – besetzt von Angela Berlis.
Urs von Arx ist verheiratet und hat zwei erwachsene Söhne.

## Wissenschaftliche Tätigkeiten
Ausgehend von seiner Tätigkeit als Professor für Neues Testament, aber auch mit kirchlichen Anfragen hat sich von Arx mit dem Thema der Ekklesiologie im Neuen Testament und im frühen Christentum befasst. Dazu kam, namentlich aufgrund der innerkirchlichen Diskussion zur Frauenordination, die Frage der Rolle der Frau in der Kirche gemäss neutestamentlichen und frühchristlichen Zeugnissen.
Schwerpunkt der Forschungstätigkeit von Urs von Arx ist aber die Geschichte des Altkatholizismus, namentlich die Frühzeit der Christkatholischen Kirche der Schweiz, sowie der ökumenischen Beziehungen der altkatholischen Kirchen. Er ist Hauptredaktor der Internationalen Kirchlichen Zeitschrift (IKZ) und Leiter der christkatholischen Zentralbibliothek und der „Dokumentationsstelle für altkatholische Literatur und Publikationen“ der Internationalen Altkatholischen Bischofskonferenz. Er gehört zu den Gründungsmitgliedern des Internationalen Arbeitskreises für Altkatholizismusforschung.

## Werke
- Urs von Arx (Hrsg.): Koinonia auf altkirchlicher Basis. Deutsche Gesamtausgabe der gemeinsamen Texte des orthodox-altkatholischen Dialogs 1975-1987 mit französischer und englischer Übersetzung. Beiheft zur "Internationalen Kirchlichen Zeitschrift" Jg. 79 Heft 4, 1989
- Urs von Arx/Anastasios Kallis (Hrsg.): Bild Christi und Geschlecht. "Gemeinsame Überlegungen" und Referate der Orthodox-Altkatholischen Konsultation zur Stellung der Frau in der Kirche und zur Frauenordination als ökumenischem Problem. IKZ 88/1998 Heft 2, Bern 1998
- Überlegungen zum Vollzug des Eucharistiegebetes. In: Angela Berlis/Matthias Ring (Hrsg.), Im Himmel Anker werfen. Vermutungen über Kirche in der Zukunft. FS Bischof Joachim Vobbe, Alt-Katholischer Bistumsverlag, Bonn 2007, 82–95
- Urs von Arx u. a. (Hrsg.): Towards Further Convergence: Anglican and Old Catholic Ecclesiologies. The Papers of the Anglican – Old Catholic Theologians’ Conference, Leeds, 29 August – 2 September, 2005. Beiheft zu IKZ 96 (2006)
- Was macht die Kirche katholisch? Perspektiven einer christkatholischen Antwort. In: Wolfgang W. Müller (Hrsg.), Katholizität – Eine ökumenische Chance (Schriften Ökumenisches Institut Luzern 4), Zürich (TVZ) 2006, 147–186